# クリボー
クリボー（Goomba）は、任天堂が発売したコンピュータゲームソフトのシリーズ、マリオシリーズに登場する架空のキャラクターで、同社の登録商標（第6128517号ほか）。亀のノコノコと並んでシリーズを代表する敵キャラクター。
ドラマCD『SUPER MARIO BROS. SPECIAL』での担当声優は林原めぐみ。

## 概要
『スーパーマリオブラザーズ』で初登場。冒険で最初に出会う敵である。クリボーという名前だが栗ではない。
形状はシイタケで、笠に当たる部分に目や口が付いており、手はない。本色は茶色で、種類によっては青や灰色などもいる。元々はキノコ王国の城を守る兵士だったが、ある時クッパがキノコ王国を侵略したとき、大勢がクッパ軍団側に寝返った。『スーパーマリオブラザーズ』の説明書には「キノコ王国を裏切ったわるいきのこ」と記されている。
初期の作品では2Dゲームの性質上、横にカニ歩きしていた。特に『スーパーマリオブラザーズ』ではカセット容量の関係で画像を1パターンしか使えず、苦肉の策として通常の画像と左右反転した画像を交互に表示することで歩く様子を表現しているほか、歩行を自然に見せるため、体が少し斜めに傾いているようにデザインされている。『スーパーマリオ64』以降の3D作品では正面を向いて歩くようになり、プレイヤーを見つけると走り出す。基本的に一度踏み付けると倒せる他、踏みつけ以外の攻撃手段でも必ず倒れる、非常に弱いキャラクターである（『マリオストーリー』では「ザコの中のザコ」「キング・オブ・ザコ」と言われるほど）。『スーパーマリオワールド』にはクリボーは登場しないが、代わりに名前通り栗の姿形をしたクリボンという敵キャラクターが登場する。『スーパーマリオ ヨッシーアイランド』ではゲーム中ほとんど出てこないが、踏んづけても倒せない。作品を重ねるごとに色々な派生型も登場している。
上記のように大勢は裏切ったもしくはクッパに惚れ込んで部下になった者もいれば『マリオストーリー』以降のようにマリオ達の味方になるクリボーや、ノコノコやキノピオと同じようにキノコ王国の一般庶民として普通に生活しているクリボーも見られる。また、クリオやクリスチーヌのように頭脳派が多く戦闘力は低い反面知力が高いという解釈ができる。また、非力なのにも関わらずマリオを見つけると体当たりをして来るなど打倒マリオに燃えている節があり、『マリオ＆ルイージRPG3!!!』でも、クッパとともに戦い、場合によっては彼を守るために体を張るなど勇敢で頼もしい一面を見せるようになった（クリボー軍団救出後のバトルでも日々訓練をしていることを発言する場面があった）。『マリオ＆ルイージRPG1 DX』に登場するクリボー達の話によると皆毎回マリオに何度も踏まれてやられていることを話している。
手がないキャラクターでもあり、多くのマリオのスポーツゲームや『マリオカート』シリーズにプレイヤーキャラクターとして出演する事はなく、『マリオストーリー』のクイズの際にも「手のないキャラ」として扱われている。ただし物を「持つ」ことは可能。
一人称は「オイラ」であることが多く、『マリオストーリー』で仲間になるクリボーも同様だが、敵としてのクリボーのほとんどは「オレ」となっており、クリボー隊長やクリッキーのように「ボク」という者もいる。
『マリオパーティ4』ではギャンブル好きという性格が追加されている。『マリオパーティ3』ではひょうきん者同士ということでルイージの仲間になっている。『大乱闘スマッシュブラザーズDX』では、イベント戦でクリボーの模型をしたステージが登場する。この課題を達成するとフィギュアとしてクリボーを入手することができる。また、同ゲームのアドベンチャー（1人用ゲーム）で最初に登場するステージ「キノコ王国道中」でも敵キャラクターとして登場する。マリオシリーズ同様に踏みつけるだけで簡単に倒せるが、パンチやキック等の通常攻撃でも対処が可能。
『役満DS』では、卓を囲めるメンバーの中では「まだ麻雀のルールをよく理解していない最弱キャラクター」として、入門用の対戦相手として設定されている。
『ゼルダの伝説 夢をみる島』でも敵としてゲスト出演している。こちらも踏み付けて倒せることから、公式攻略本では超弱小キャラとして扱われている。剣や爆弾などでも倒せるが、踏み付けると消滅した時に必ずハートを出す。『大乱闘スマッシュブラザーズX』のアドベンチャーモード『亜空の使者』や『大乱闘スマッシュブラザーズ for Nintendo 3DS』のフィールドスマッシュではプレイヤーに噛み付いて攻撃する。しかし上から一度踏むと倒せる。『マリオ&ソニック AT バンクーバーオリンピック』では、様々なドリーム競技の障害物として登場し、アドベンチャーツアーズでは、彼のミッションにクリアするとシューティングライフルをくれる。ナックルズ曰く「ライフルが使えないくせに持っているやつ」。『スーパーマリオメーカー』では泳げる様になっており、水中で近付くと追ってくる。また、『スーパーマリオメーカー2』の地上夜スキンでは宙に浮く。
『スーパーマリオパーティ』では単独としては初のプレイアブルキャラとして登場。手が無いため、道具を持つときは口を咥える。

## 登場作品
- スーパーマリオブラザーズ
  - スーパーマリオブラザーズデラックス
  - ファミコンミニ01 スーパーマリオブラザーズ
- スーパーマリオブラザーズ2
  - ファミコンミニディスクシステムセレクション スーパーマリオブラザーズ2
- スーパーマリオブラザーズ3
  - スーパーマリオアドバンス4
- スーパーマリオランド2 6つの金貨
- スーパーマリオコレクション
- New スーパーマリオブラザーズ
- New スーパーマリオブラザーズ Wii
- New スーパーマリオブラザーズ 2
- New スーパーマリオブラザーズ U
- スーパーマリオブラザーズ ワンダー
- スーパーマリオメーカー
- スーパーマリオメーカー2
- Super Mario Run
- スーパーマリオ64
  - スーパーマリオ64DS
- スーパーマリオギャラクシー
- スーパーマリオギャラクシー2
- スーパーマリオ 3Dランド
- スーパーマリオ 3Dワールド
- スーパーマリオ オデッセイ
- スーパーマリオ ヨッシーアイランド
  - スーパーマリオアドバンス3
- スーパーマリオRPG
- マリオストーリー
- ペーパーマリオRPG
- スーパーペーパーマリオ
- ペーパーマリオ スーパーシール
- ペーパーマリオ カラースプラッシュ
- ペーパーマリオ オリガミキング
- マリオ&ルイージRPG
  - マリオ&ルイージRPG1 DX
- マリオ&ルイージRPG2
- マリオ&ルイージRPG3!!!
  - マリオ&ルイージRPG3 DX
- マリオ&ルイージRPG4
- マリオ&ルイージRPG ペーパーマリオMIX
- マリオパーティシリーズ
- マリオカート ダブルダッシュ!!
- マリオカートDS
- マリオカートWii
- マリオカート7
- マリオカート8
- マリオカート ツアー
- マリオカートワールド
- マリオパーティ
- マリオパーティ2
- マリオパーティ3
- マリオパーティ4
- マリオパーティ5
- マリオパーティ アドバンス
- マリオパーティ6
- マリオパーティ7
- マリオパーティ8
- マリオパーティ9
- マリオパーティ アイランドツアー
- マリオパーティ10
- マリオパーティ スターラッシュ
- マリオパーティ100 ミニゲームコレクション
- スーパーマリオパーティ
- マリオパーティ スーパースターズ
- スーパーマリオスタジアム ミラクルベースボール
- スーパーマリオスタジアム ファミリーベースボール
- スーパープリンセスピーチ
- 進め! キノピオ隊長
- テトリスDS
- 役満DS
  - Wi-Fi対応 役満DS
- ゼルダの伝説 夢をみる島
  - ゼルダの伝説 夢をみる島DX
- 大乱闘スマッシュブラザーズDX
- 大乱闘スマッシュブラザーズX
- 大乱闘スマッシュブラザーズ for Nintendo 3DS
- 大乱闘スマッシュブラザーズ SPECIAL
- マリオ&ソニック AT 北京オリンピック
- マリオ&ソニック AT バンクーバーオリンピック
- マリオ+ラビッツ ギャラクシーバトル